# Biologisch paspoort
Het biologisch paspoort is een document met een overzicht van de samenstelling van het bloed van de houder zonder dat deze middelen gebruikt heeft. Het biologisch paspoort is ingesteld in de wielersport na enkele gevallen van doping waarvan beweerd werd dat de afwijkende bloedwaarden aangeboren waren. Sommige renners hebben van nature al een afwijking in de aanmaak van bepaalde stoffen. Door deze afwijkingen vast te laten leggen in een paspoort kan er geen onenigheid ontstaan over de discussie of er doping is gebruikt. Ook tegen autologe bloeddoping is het paspoort nuttig.
Deze methode tegen het gebruik van doping is verplicht gesteld sinds 1 januari 2008. In de Ronde van Frankrijk 2008 is direct meerdere malen gebruikgemaakt van de biologische paspoorten van verscheidene renners.